# 라쿨 프리트 싱
라쿨 프리트 싱(힌디어: रकुल प्रीत सिंह, 영어: Rakul Preet Singh, 1990년 10월 10일 ~ )은 인도의 배우, 모델이다.

## 출연 작품
- 아이야리 (2018)
- 사라이노두 (2016)